# Klemen Slakonja
Klemen Slakonja (Brežice, 3 juni 1985) is een Sloveens zanger en acteur.

## Biografie
Begin 2025 nam Slakonja deel aan EMA, de Sloveense preselectie voor het Eurovisiesongfestival. Met het nummer How much time do we have left? won hij. Zodoende mag hij zijn vaderland vertegenwoordigen op het Eurovisiesongfestival 2025 in het Zwitserse Bazel.
1993: 1X Band · 
1995: Darja Švajger · 
1996: Regina · 
1997: Tanja Ribič · 
1998: Vili Resnik · 
1999: Darja Švajger · 
2001: Nuša Derenda · 
2002: Sestre · 
2003: Karmen Stavec · 
2004: Platin · 
2005: Omar Naber · 
2006: Anžej Dežan · 
2007: Alenka Gotar · 
2008: Rebeka Dremelj · 
2009: Quartissimo feat. Martina · 
2010: Ansambel Žlindre & Kalamari · 
2011: Maja Keuc · 
2012: Eva Boto · 
2013: Hannah Mancini · 
2014: Tinkara Kovač · 
2015: Maraaya · 
2016: ManuElla · 
2017: Omar Naber · 
2018: Lea Sirk · 
2019: Zala Kralj & Gašper Šantl · 
2021: Ana Soklič · 
2022: LPS · 
2023: Joker Out · 
2024: Raiven · 
2025: Klemen